# Skibsreder
En skibsreder er en person, der ejer et eller flere skibe. Et selskab, der ejer et eller flere skibe kaldes et rederi.
Partsrederiet er en af de ældste selskabsformer.[kilde mangler]
Ifølge definition i den internationale ISM-kode, kan en person ansvarlig for den sikre drift af skibe være en slags skibsreder.
| Job | Spire Denne artikel om et job eller en stillingsbetegnelse er en spire som bør udbygges. Du er velkommen til at hjælpe Wikipedia ved at udvide den. |